# Alexanderhütte
Alexanderhütte ist ein Gemeindeteil des Marktes Tettau im oberfränkischen Landkreis Kronach in Bayern.

## Geographie
Das Dorf liegt im Naturpark Frankenwald am Fuße des Rennsteigs an der Mündung des Baches Kleine Tettau in die Tettau. Die Staatsstraße 2209 führt nach Kleintettau (2,2 km nordöstlich), die Staatsstraße 2201 nach Tettau (1,5 km nördlich) bzw. nach Sattelgrund (1,5 km südlich).

## Geschichte
Vor dem Jahr 1602 wurde das Hammerwerk Oberer Hammer im heutigen Ort Alexanderhütte gegründet. 1785 erhielten dort sechs Glasmeister aus Kleintettau die Konzession zum Bau einer Stuhlglasfabrik. Die Tettauer Glashüttenwerke gingen daraus hervor und gehören seit 1998 zum Gerresheimer-Konzern. Das Werk hatte 2017 etwa 500 Mitarbeiter.
Alexanderhütte gehörte zur Realgemeinde Tettau. Gegen Ende des 18. Jahrhunderts bestand der Ort aus einer Glashütte und acht Häusern. Das Hochgericht übte das bayreuthische Amt Lauenstein aus. Die Grundherrschaft über die Anwesen hatte das Kastenamt Lauenstein.
Ab 1792 wurde das Fürstentum Bayreuth – und damit auch das Amt Lauenstein – vom Königreich Preußen verwaltet. Von 1797 bis 1803 unterstand der Ort dem preußischen, ab 1803 dem bayerischen Justiz- und Kammeramt Lauenstein. Mit dem Ersten Gemeindeedikt wurde Alexanderhütte dem 1808 gebildeten Steuerdistrikt Langenau und der 1818 gebildeten Ruralgemeinde Tettau zugewiesen.
1876 wurde Alexanderhütte mit einer Distriktstraße von Rothenkirchen nach Tettau an das Straßennetz angeschlossen. Seit dieser Zeit gab es im Ort eine protestantische Schule. 1903 wurde die Bahnstrecke Pressig-Rothenkirchen–Tettau eröffnet. Alexanderhütte erhielt eine Haltestelle. Der Verkehr auf der Eisenbahnstrecke wurde 1952 eingestellt.

### Baudenkmal
- Schauberger Straße 1: zweigeschossiger Halbwalmdachbau mit verschieferter Traufseite und der Bezeichnung „1849“ am Rücktrakt am historischen Flößerteich

### Einwohnerentwicklung
| Jahr      | 001818 | 001861 | 001871 | 001885 | 001900 | 001925 | 001950 | 001961 | 001970 | 001987 |
| Einwohner | 82     | 115    | 142    | 160    | 193    | 224    | 409    | 389    | 289    | 278    |
| Häuser    | 8      |        |        | 21     | 22     | 28     | 49     | 51     |        | 72     |
| Quelle    | [ 7 ]  | [ 10 ] | [ 8 ]  | [ 11 ] | [ 12 ] | [ 13 ] | [ 14 ] | [ 15 ] | [ 16 ] | [ 1 ]  |

## Religion
Der Ort ist seit der Reformation evangelisch-lutherisch geprägt und gehört zur Kirchengemeinde Ad Portam Coeli in Tettau, eine Filiale von St. Christophorus in Langenau. Seit Ende des 19. Jahrhunderts gibt es auch Katholiken im Ort. Sie gehören zur Pfarrei St. Nikolaus in Windheim, seit den 1950er Jahren zur Kuratie St. Laurentius in Buchbach.